# Scattering Umklapp

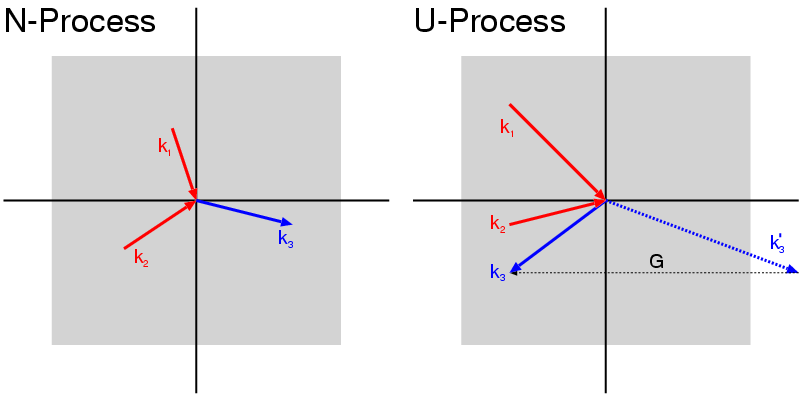
Figura 1.: Processo Normale (N-process) e Processo Umklapp (U-process). Mentre l' N-process conserva il vettore momento, l' U-process cambia il vettore momento.

Figura 2.: il vettore k superando la prima zona di Brillouin (rosso) non trasporta più informazioni del suo omologo (nero) nella prima zona di Brillouin.

Lo scattering Umklapp è un processo di scattering anarmonico fonone-fonone (o elettrone-fonone), che crea un fonone con un vettore impulso k fuori dalla prima zona di Brillouin.
Lo scattering Umklapp è uno dei processi che limitano la conducibilità termica dei materiali cristallini, oltre allo scattering di fononi su difetti cristallini e sulla superficie del campione.
La Figura 1 mostra schematicalmente i processi di scattering di due fononi in entrata con un vettore d'onda (Vettore k) k1 ek2 (rosso) che creano un fonone in uscita con un vettore d'onda k3 (blu). Fino a quando il totale di k1 e di k2 resta dentro la prima zona di Brillouin (quadrati grigi), k3 è la somma dei due precedenti impulsi dei fononi. Questo processo è chiamato Scattering Normale (N-process).
Con l'aumento dell'impulso dei fononi e perciò dei vettori d'onda k1 e di k2 la loro somma potrebbe uscire dalla zona di Brillouin (k'3). Come si vede dalla Figura 2, i vettori k fuori dalla prima zona di Brillouin sono fisicamente equivalenti ai vettori al suo interno e possono essere matematicalmente trasformati l'uno nell'altro con l'aggiunta di un vettore del reticolo reciproco G. Questi processi sono detti scattering Umklapp e cambiano l'impulso totale dei fononi.
Il nome deriva dalla parola tedesca umklappen (rigirare). Rudolf Peierls nella sua autobiografia "Bird of Passage" (ISBN 0-691-08390-8) afferma di essere stato il primo a usare questo termine e di averlo coniato, quando nel 1929 studiava i reticoli cristallini sotto la tutela di Wolfgang Pauli. Peierls scrisse "...I used the German term  Umklapp (flip-over) and this rather ugly word has remained in use...", cioè "...io usai il termine tedesco Umklapp e questa brutta parola è rimasta in uso...".